# Blanchefosse-et-Bay
 Blanchefosse-et-Bay  là một xã ở tỉnh Ardennes, thuộc vùng Grand Est ở phía bắc nước Pháp.